# Мастер E. S.
Мастер Е. S. (нем. Meister E. S., род. около 1420 — ум. около 1468; ранее известен как Мастер 1466 года, нем. Meister 1466) — неизвестный по имени немецкий гравёр и ювелир эпохи поздней готики. Вместе с Мартином Шонгауэром считается одним из первых немецких гравёров.

## Биография

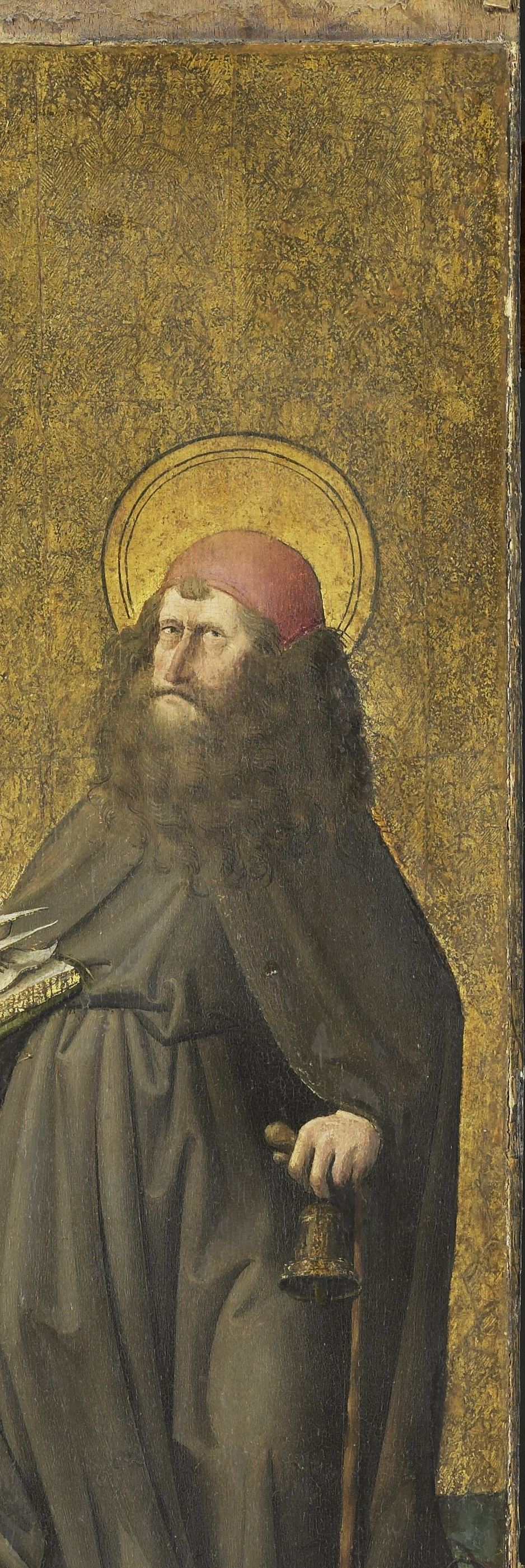
Mастер Е. S. (?). Антоний Египетский, около 1460

Имя, присвоенное ему искусствоведами, Mастер Е. S., происходит от монограммы «Е. S.», которая в различных вариантах стоит на восемнадцати его гравюрах (иногда просто «Е» или даже обращенное назад «Е»). При этом только на шести гравюрах стоит полная монограмма, под которой он фигурирует в современном искусствовведении (L. 51, 56, 57, 65, 150, 158). Он был, вероятно, первым печатником, разместившим свои инициалы на гравюре.
Подписанные произведения Мастера Е. S. показывают, что он был активен с 1450 до 1467 года, последняя дата стоит на одном из отпечатков. После этой даты, он, как предполагают, умер.
Предполагают, что Мастер Е. S. связан с Юго-Западной Германией или Швейцарией. Эта точка зрения опирается главным образом на стилистическую близость его гравюр с современной ему живописью этого региона. Вероятно деятельность его проходила в регионе Верхнего Рейна, также есть свидетельства того, что он посетил Майнц. Исходя из алеманнского диалекта его надписей, стилистических и иконографических особенностей, гербов, водяного знака и его стилеобразующего влияние на других художников, некоторые искусствоведы приходят к выводу, что он работал на Верхнем Рейне.
Весьма вероятно, что Мастер Е. S. примерно с 1440 года работал в Констанце, Базеле, районе Боденского озера и северной Швейцарии, а затем в Страсбурге, и там его деятельность проходила в 1450—1468 годах. Существуют предположения о том, что Мастер Е. S. мог быть как под влиянием так называемого Мастера Игральных карт, так и Рогира ван дер Вейдена, Конрада Вица и нидерландской живописи.
Историк искусства Horst Appuhn в 1988 году предположил, что инициалы художника связаны с паломничеством в Айнзидельнское аббатство (нем. Einsiedeln, мужской бенедиктинский монастырь, крупнейший центр паломничества на территории Швейцарии). Чудотворная статуя мадонны, стоявшая в монастыре, сгорела при пожаре 1465 году, а в 1466 году её заменили другой статуей — даром цюрихской настоятельницы Гильдегарды. Буква «S» в этом случае трактовалась трактовалась как «Святое место» (лат. Sanctum), «Schweiz» / «Schwyz» (Швейцария / Швиц) или «Одиночество» (лат. Solitudo). Так как некоторые из листов Мастера E. S. в изображении лиц персонажей, композиции и стилистических особенностях очень сильно отличаются друг от друга, то выдвигалась гипотеза, что за Мастером Е. S. скрывается целая мастерская с несколькими равными по статусу сотрудниками.
Ни одна из попыток соотнести известных по имени художников с его инициалами не добилась всеобщего признания. Его монограмма расшифровывалась искусствоведами как Erhard Schön, E. Stern, Egidius Stechlin, Erhard Schongauer, Endres Silbernagel. Выдвигалась гипотеза, что «S» означает не имя, а город художника — Страсбург. Термин «мастер» предполагает художника, завершившего ученичество и создавшего собственную мастерскую. Предполагают что Мастер Е. S. проходил обучение в качестве ювелира, а не как художник, работал ювелиром в течение нескольких лет прежде, чем занялся гравюрой, возможно это произошло только в последние годы его жизни. Он гравировал два изображения Святого Элигия, покровителя ювелиров. Некоторыми исследователями Мастер E. S. отождествляется с придворным художником и ювелиром императора Священной Римской империи Фридриха III Эрвином фон Штеге (нем. Erwin von Stege).
Предпринимались попытки соотнести с творчеством Мастера Е. S. и станковые работы неизвестных по имени художников из Центральной Европы. В частности, кисти художника приписывалось изображение «Святой Антоний Египетский», изображающее отшельника стоящим в полный рост со свиньёй у ног (правая боковая панель из полиптиха). Створка полиптиха находится в амстердамском Рейксмюсеум (инвентарный номер SK-A-3310).

## Периодизация и особенности творчества

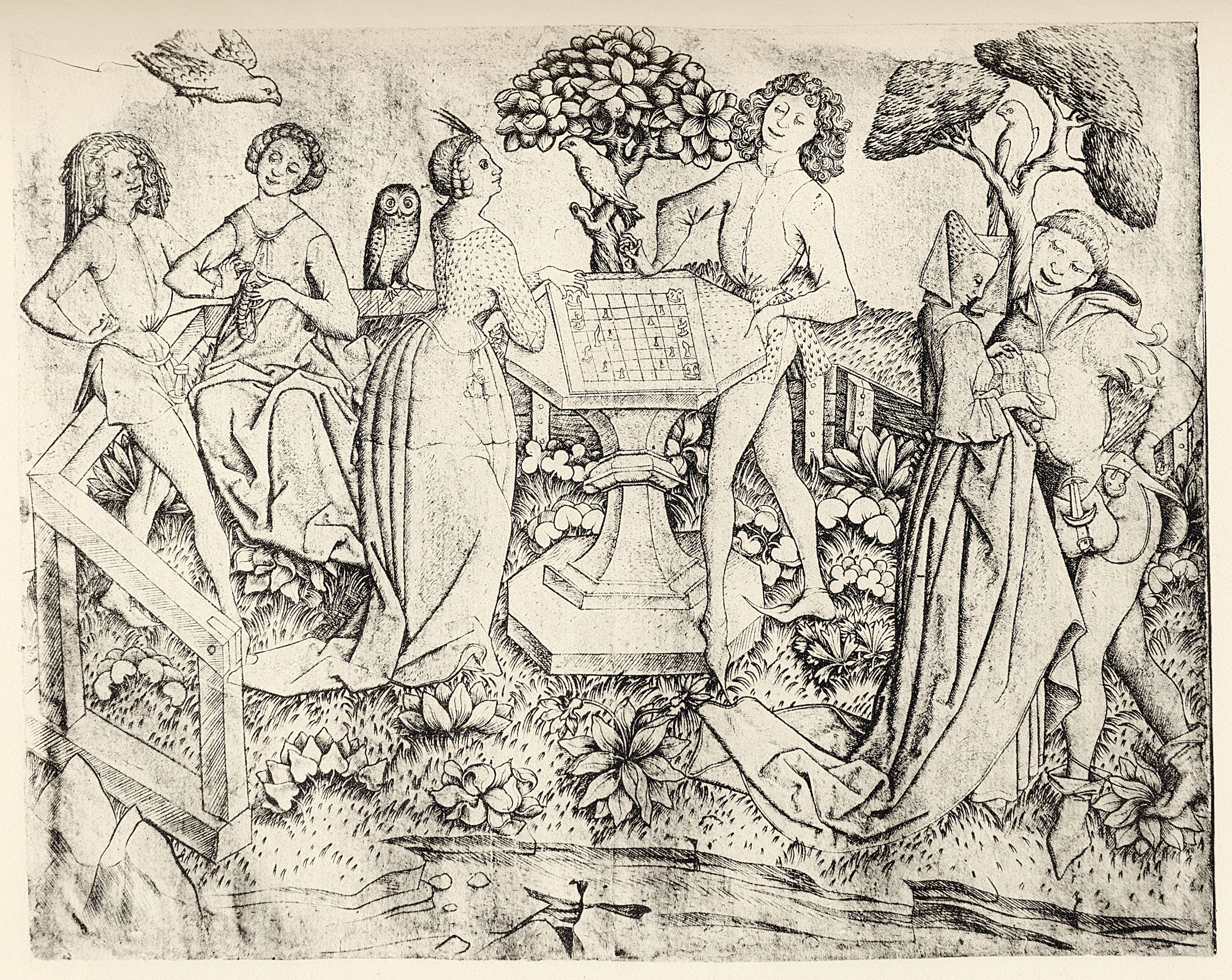
Мастер Е. S.. Большой Сад любви с шахматистами. Между 1460 и 1467. L. 214

Художнику приписывается большое число гравюр на религиозные темы и некоторое количество жанровых сцен — любовных, изображение литер алфавита, гербов и так далее. Изображения носят преимущественно плоскостной, орнаментальный характер.
Алан Шестак делит творчество Мастера Е. S. на три стилистических периода:
- около 1450
- до 1460
- и после 1460

Во второй период им были сделаны значительные технические разработки: более глубокие надрезы резцом, что позволило производить больше оттисков (число их до этого времени, возможно, было ограничено только шестьюдесятью); использование штриховки (параллельных линий), чтобы изобразить светотень, от этого объём предметов становится более убедительным; его рисунок стал более уверенным, иногда даже самоуверенным. Многие фигуры этого периода имеют искаженные позы даже в состоянии покоя. В работах третьего периода фигуры расслаблены, большое внимание уделялось в композициях плоским поверхностям.
Интерес представляют гравюры последнего периода на тему Сада любви, неоднозначная трактовка данной темы художником вызывает споры искусствоведов. Среди этих гравюр выделяется «Большой сад любви с шахматистами», который содержит достаточно легко реконструируемое изображение шахматной позиции.
Lehrs-каталог содержит триста восемнадцать гравюр Мастера Е. S., из них девяносто пять являются уникальными, и пятьдесят существуют только в двух копиях. Другой значительный гравёр и ювелир этого времени, Исраэль ван Мекенен, был, вероятно, его ведущим помощником. Сорок одна (по другой версии — тридцать восемь гравюр) из его незавершённых гравировальных досок, переданных ему учителем, были позже переработаны ван Макенемем, иногда они считаются копиями гравюр Мастера Е. S., которые не сохранились. Он создал серию из одиннадцати гравюр для Ars Moriendi, очень в то время популярной темы. Не было никаких сомнений в том, что они предназначены для введения в рукописной копию книги. В общей сложности по оценке Алана Шестака художником было создано около пятисот гравюр. Британский историк искусства Arthur M. Hind отмечает:

«Мастер E. S. не высокого уровня, как художник, но с технической точки зрения он был одним из самых значительных явлений в истории искусства гравюры».— Hind, Arthur M. A.  History of Engraving & Etching. From the 15th Century to the Year 1914
Художник любил заполнять гравюры большим количеством декоративных деталей, иногда перегружать композицию. Два рисунка на тему «Крещения Христа», признанные работами Мастера Е. S., находятся в Берлине и в Лувре. Шестак считает на основе их анализа, что художник сначала копировал некую картину, а затем он в процессе работы над гравюрой, представил дополнительные детали в стиле золотых дел мастера, заполняя пустые пространства новыми деталями.
Некоторые исследователи отмечают юмор и иронию монограммиста:

«На пародийность [литеры] „m“ Мастера E. S. по отношению к аналогичной букве де Грасси уже обращал внимание Степанов: на месте Благовещения у Мастера E. S. возникает единственная во всей серии обнаженная женская фигура, фланкируемая шутом и юношей, создавая впечатление, что мастер целенаправленно стремился к тому, чтобы фигуры кавалера и обнаженной воспринимались как травести персонажей Благовещения. В снижении алфавитной идеи Мастер Е. S. как бы спустился на ещё одну ступень вниз по сравнению со своими предшественниками. Ясно, что алфавит подчеркнуто неблагочестив... Греховно-низовая образность подается иначе: осуждение в ней тесно переплетено со смехом, причем последний главенствует, отчего весь анализ данного алфавита осуществлён в бахтинском ключе».— Савельева М. Ю. Позднеготические фигурные алфавиты. Иконография, семантика, дидактика

## Готический алфавит Мастера E. S.
В середине 1460-х годов Мастер E. S. создал готический минускульный алфавит в технике резцовой гравюры на меди, состоящий из фигурок людей и животных, каждая буква (из 23 букв) которого выгравирована на отдельной пластинке. Самостоятельность отдельных букв друг от друга здесь гораздо выше, чем у его предшественников.
Основой для Мастера Е. S. послужил алфавит Джованни де Грасси (последняя четверть XIV века, Ломбардия). Содержание и стилистику оригинала Мастер Е. S. подверг значительной переработке. Сохраняются образы собачек и птиц (при этом в литерах «r», «t» и «z» содержатся образы фантастических животных), появляется образ шута. Мастер M. S. подчёркивал юмористические элементы в духе народной смеховой культуры. Литеры «l» и «q» — искусствоведами рассматриваются как пародия на рыцарство, «b» и «m» — на соблазнителей и женщин лёгкого поведения, в «n» и «g» — пародия на духовенство, учёных и врачей, «х» — на музыкантов, «k» – на дикарей, в «p» — на мусульман. «Н», предположительно, содержащая ироничный образ бога Сатурна, на что указывают камень на плече великана (проглоченный вместо сына — Зевса) и изображения ножей (образ смерти). Христологические образы (в буквицах «c», «d», «y», «v») оттеснены на периферию и создают аргументы против обвинения художника во фривольной трактовке темы.

## Галерея

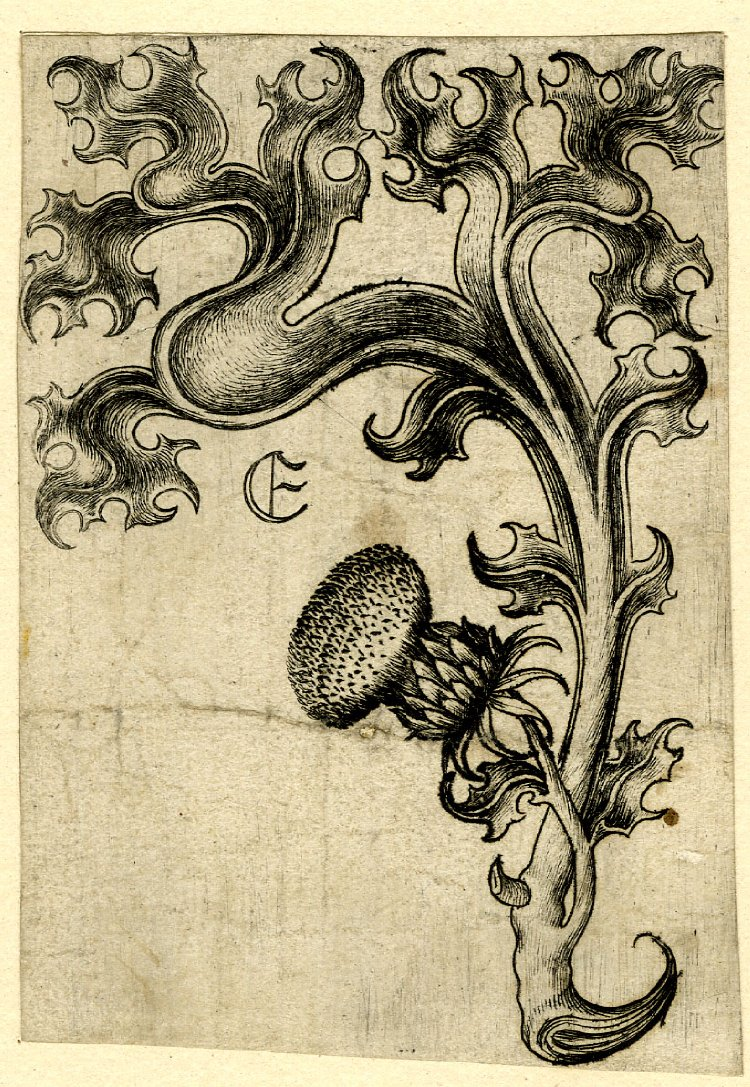
Мастер Е. S. Орнамент. L.309
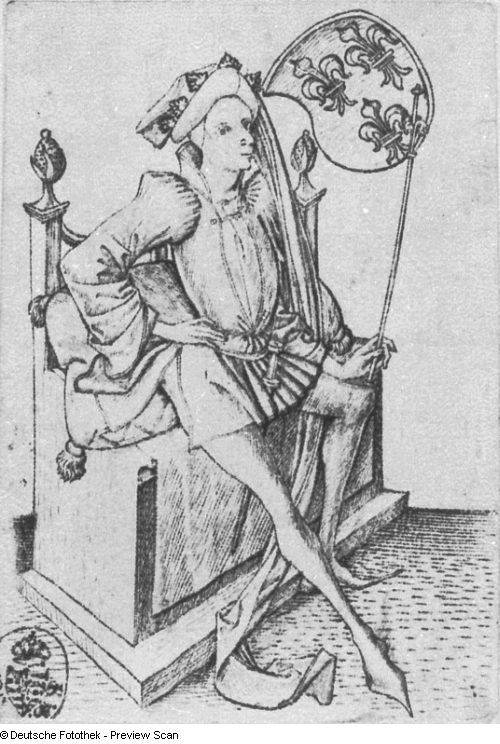
Мастер Е. S. Игральная карта "Король". L.236
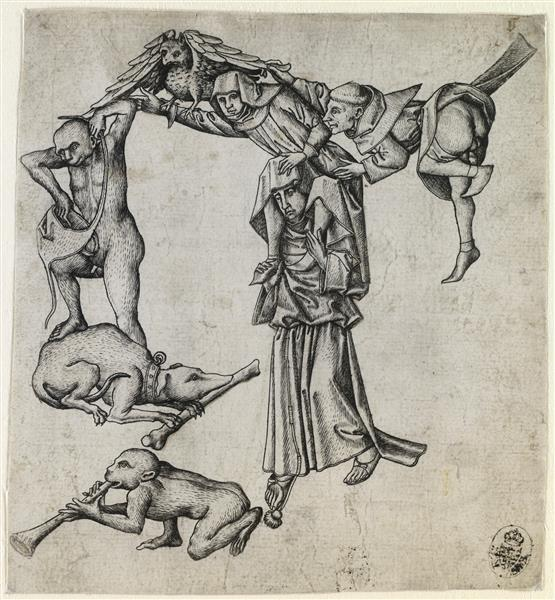
Мастер Е. S. Алфавит. Буква "G". L. 289
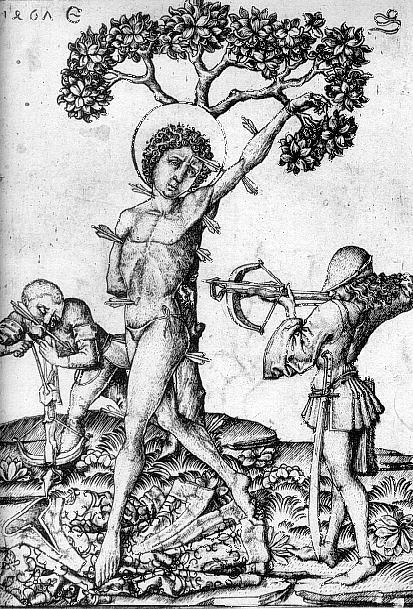
Мастер Е. S. Мученичество Святого Себастьяна, 1476. L.158
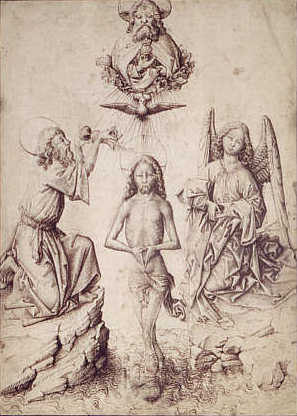
Мастер Е. S. Крещение Христа, 1450
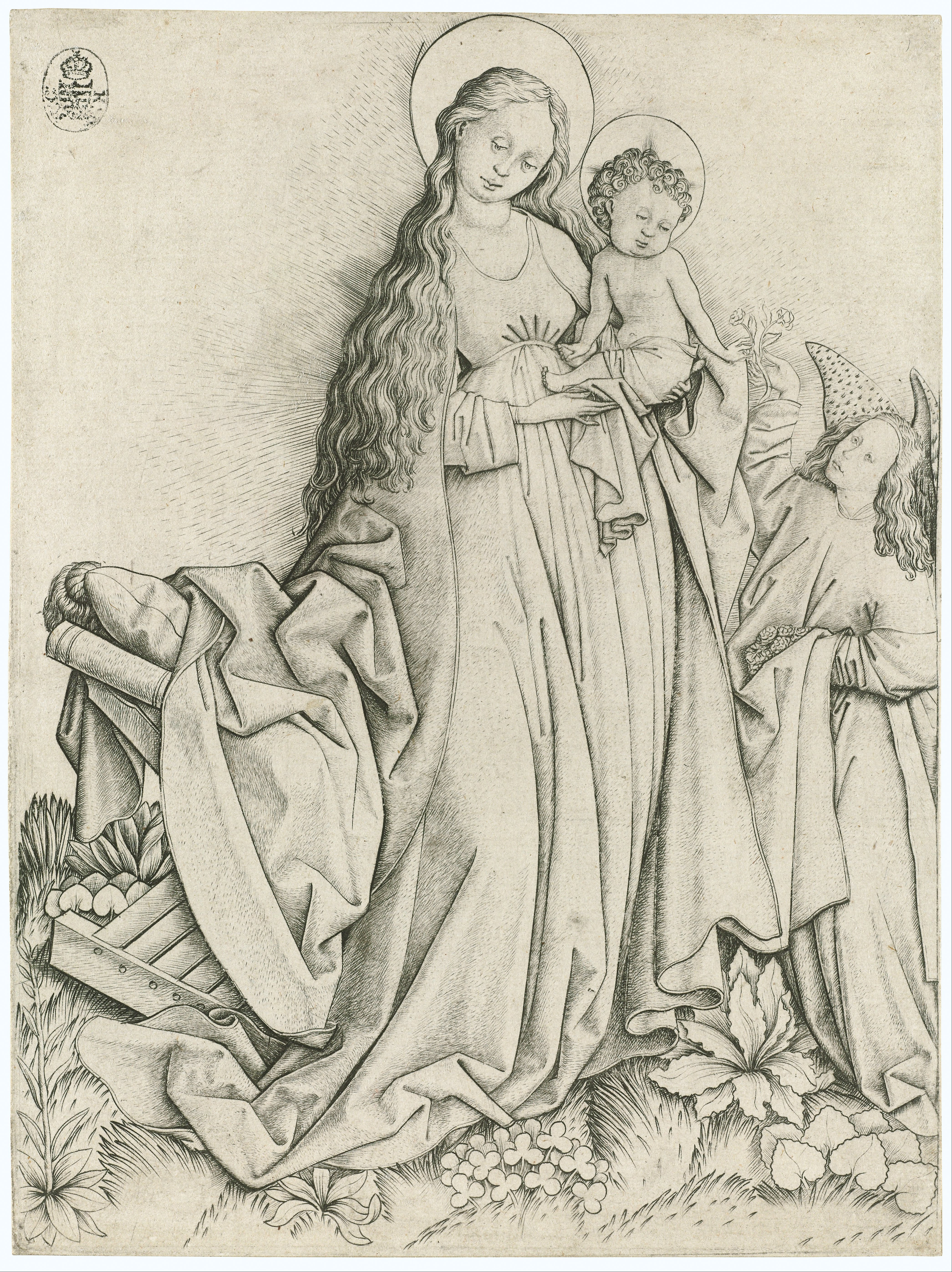
Мастер Е. S. Мадонна с ангелом, протягивающим розы. L. 80